# Micropénis
 Mise en garde médicale
Le micropénis est un pénis d'une longueur inférieure à 2,5 fois l'écart type par rapport à la taille moyenne du pénis humain, il peut avoir des causes diverses (génétiques ou hormonales principalement) et affecter les fonctions psychosexuelles et génitosexuelles.
Chez un nouveau-né, en présence d'un pénis de la taille d'un clitoris ou d'un clitoris de la taille d'un pénis on parle aussi d'« organes génitaux sexuellement ambigus », avec des mots comme pénoclitoris ou clitorophallus (qui désigne aussi simplement le gland), dont les définitions recouvrent au moins partiellement celle de micropénis.
Si le micropénis est dû à une insuffisance de testostérone, un traitement hormonal (par injection intramusculaire par exemple), visant à allonger le micropénis, est possible dès le troisième mois et tant que l'individu n'a pas atteint la puberté, mais il n'a pas toujours le succès escompté ; il peut même parfois in fine diminuer la taille du pénis à l'âge adulte, par rapport à ce qu'elle aurait été sans traitement. D'autres traitements sont chirurgicaux.
Ces traitements portent sur des caractéristiques anatomiques que l'on cherche à modifier pour des raisons fonctionnelles ou esthétiques, et visent aussi à améliorer le fonctionnement psychosexuel et la qualité de vie des personnes dotées d'un micropénis.
En 2013, une revue de la littérature scientifique a conclu que :
1. l'attribution du sexe masculin est préférable pour la plupart des nourrissons 46,XY nés avec un micropénis congénital, car il y a une probabilité de développement futur du pénis et de la fonction génitosexuelle[1] ;
2. une petite taille du pénis persistant à l'âge adulte, associée à une insatisfaction de son apparence génitale compromettent la qualité de vie sexuelle[1] ;
3. aucune intervention connue (hors phalloplastie/pénoplastie) ne peut garantir que le pénis puisse atteindre une taille « normale »[1] ;
4. de premières données suggèrent que la technique de phalloplastie (considérée comme l'étalon-or pour le changement de sexe dans la population transgenre) peut être également utilisée pour des patients 46,XY avec micropénis[1] ;
5. un soutien psychologique devrait faire partie intégrante de la prise en charge, pour diminuer la détresse et l'altération de la qualité de vie vécues par ces personnes[1].

## Taille du pénis selon l'âge

Distribution de la taille des pénis en fonction de l'âge. La courbe -2σ représente le seuil micropénis.

Le micropénis est diagnostiqué à la naissance. Selon les estimations, il affecterait 1,5 nouveau-né masculin sur 10 000.
À la naissance, la taille moyenne du pénis non étiré est d'environ 3,5 cm pour un diamètre d'environ 1 cm. 90 % des nouveau-nés ont un pénis dont la taille est comprise entre 2,4 et 5,5 cm.[réf. nécessaire]. Le micropénis est alors diagnostiqué pour une verge de moins de 2 cm.
La taille moyenne du pénis au début de la puberté est de 6 cm. Le micropénis est à cet âge de moins de 4 cm. Le dépistage par la famille est primordial s'il n'a pas eu lieu à la naissance.
À l'âge adulte, la taille moyenne d'un pénis en érection est d'environ 12,5 cm. Ainsi, un pénis adulte mesurant moins de 7 cm en érection sera qualifié de micropénis.
Hormis ses dimensions réduites, le micropénis — s'il n'est pas associé à une malformation — ne provoque aucun problème physiologique (prépuce et canal de l'urètre notamment).

## Les causes du micropénis
Le phénomène est en augmentation, et ses causes sont en partie mal cernées, mais sont souvent :
- l'insuffisance de production des androgènes (hormones mâles) qui contribuent à la croissance de la longueur et du diamètre du pénis, du scrotum et des testicules, mais aussi, lors de l'embryogenèse,  à l'inclusion de l'urètre dans la face ventrale du pénis[2] ;
- une insensibilité des tissus aux androgènes ;
- une malformations congénitale (avec ou sans anomalie des chromosomes) ;
- une exposition in utero à certains perturbateurs endocriniens.

## Traitements et leurs motivations
Diverses pratiques (non invasives, invasives et parfois radicales) visant à agrandir le pénis existent depuis longtemps, enracinée dans la virilité que l'apparence des organes génitaux est supposée donner à un homme, et parce qu'il peut dans ce contexte avoir une perception altérée de son propre corps. Le micropénis peut-être d'autant plus source de souffrance que l'entourage et la société valorisent la virilité en l'associant à un pénis de grande taille.
Une chirurgie purement esthétique du pénis s'est développée à la suite des demandes de patients ne présentant pas de malformation ou de dysfonctionnement sexuel organique, où la dimension (longueur, circonférence, aspect) est au centre de la demande du patient.
Selon Nina Callens (endocrinologue) et ses collègues en 2013 : il faut que les professionnels de la santé apprécient pleinement l'impact du micropénis pour que des soins optimaux soient fournis aux patients ; Et le médecin doit préalablement « évaluer l'histoire, le tableau psychologique et les avantages chirurgicaux possibles ».
Parfois, le pénis trouve spontanément une taille "normale" à la puberté, même sans thérapie hormonale ; si ce n'est pas le cas plusieurs traitements existent :
Les deux voies de traitement  sont :

### 1) Le traitement hormonal
In utero, puis jusqu'à l'âge adulte, la croissance du pénis est très influencée par la testostérone et, à un moindre degré  par l'hormone de croissance. Leur valeur dans le traitement de micropénis a fait l'objet d'études sur le modèle animal (murin notamment) et de retours d'expérience qui font qu'elle est considérée comme limitée aux cas de déficience hormonale (hypopituitarisme, hypogonadisme...).
À la suite du constat d'un micropénis chez l'enfant, un bref traitement de testostérone est souvent prescrit  (généralement pas plus de 3 mois). Il induit généralement une croissance du pénis qui confirme la probabilité d'une poursuite de sa croissance à la puberté. Le traitement par injection doit être fait bien avant la puberté, car les doses nécessaires sont plus fortes chez l'individu tout juste prépubère (traitement alors plutôt administré par gel). Mais un dosage trop élevées de testostérone lors de l'enfance conduit à une virilisation non désirée (puberté précoce, apparition de pilosité) et une maturation osseuse précoce qui diminuera la taille du corps adulte, pouvant aussi entraîner une diminution de la taille du pénis chez l'adulte.
En période prépubertaire, le traitement à la testostérone est moins efficace. Il n'est repris - à l'adolescence - que pour les garçons atteints d'hypogonadisme. La croissance du pénis se termine en fin de la puberté, tout comme la croissance en hauteur ; l'apport de testostérone supplémentaire pour les adultes post-pubères ne produit que peu ou pas de croissance.
Une testostérone exogène est parfois utilisée pour agrandir un petit clitorophallus (clitoris ou micropénis) dans le cadre de soins liés à des intersexuations et affirmations de genre (chez les patients transmasculins, jusqu'à 2 cm de croissance supplémentaire peut être obtenue). Si la testostérone est insuffisante pour fournir le degré de masculinisation souhaité, la chirurgie peut aussi être utilisée ;

### 2) la chirurgie
Plusieurs techniques chirurgicales, dont la phalloplastie et la métoidioplastie, permettent un épaississement et/ou agrandissement du pénis, mais elles ne sont généralement pas considérées comme ayant un succès suffisant pour être largement adoptées, et rarement effectuées dans l'enfance (sauf pour accompagner le traitement de certaines malformations congénitales).
Dans les cas extrêmes le tronc du pénis est presque absent, et le gland semble alors presque émerger de la peau du pubis. 
Des années 1960 à la fin des années 1970, une réaffectations chirurgicale de sexe étaient alors recommandée, surtout en cas de faible réponse à la testostérone et à la testostérone supplémentaire pubertaire. 
Si les parents l'acceptaient, le garçon pouvait être chirurgicalement « transformé » en fille (avec ablation des testicules et construction d'un vagin artificiel). Cette décision était fondée sur trois hypothèses, aujourd'hui remises en cause :
- l'identité de genre serait une question d'apprentissage social plus que biologique ;
- un homme dont le pénis est trop petit (pour permettre une pénétration vaginale) aura du mal à avoir une vie socialement et sexuellement satisfaisante ;
- un vagin fonctionnellement acceptable peut être construit chirurgicalement.

Le Johns-Hopkins Hospital, le centre le plus connu pour cette approche, a effectué douze de ces réaffectations de 1960 à 1980, notamment [réf. nécessaire] celle de David Reimer (dont le pénis a été détruit accidentellement lors d'une circoncision), supervisée par le docteur John Money. Vers le milieu des années 1990, la réaffectation est moins souvent proposée, et les trois hypothèses ont été contestées. D'anciens sujets d'une telle chirurgie, se disant très insatisfaits du résultat une fois adultes, ont contribué à décourager cette pratique. La réassignation sexuelle est rarement pratiquée aujourd'hui pour les cas sévères de micropénis (bien que la question de l'éducation du garçon comme une fille soit parfois encore discutée) (Voir la section « Histoire de la chirurgie intersexe » pour une information plus approfondie.)
Concernant la phalloplastie (création d'un néo-pénis), elle s'est améliorée et développée avec les demandes de traitement d'intersexuation. Selon une étude publiée en 2013 : après les opérations (qui incluent généralement la pose d'un implant érectile) les hommes sont à 90% satisfaits du résultat chirurgical final et sexuellement actifs (rapports sexuels et masturbation avec orgasme et éjaculation). Cependant 75 % des interviewés disent être inhibés lors de la recherche de partenaires sexuels (contre 40 % des patients hypospadias opérés et 11 % des témoins) et la moitié conservent une certaine insatisfaction quant à leur apparence génitale. La sensibilité érogène du néophallus semble moindre qu'espérée et des complications urinaires (sténose urétrale et/ou fistule) ont parfois été signalées ; cependant tous ceux qui ont bénéficié de l'opération ont dit qu'ils choisiraient à nouveau la phalloplastie si cela était nécessaire. Selon les auteurs de cette étude : « les limites de la technique doivent être soulignées avant la chirurgie. Une exploration des attentes du patient et un suivi continu incluant un soutien psychologique sont importants pour optimiser le confort psychosexuel ».